# Micropentila subplagata
Micropentila subplagata är en fjärilsart som beskrevs av George Thomas Bethune-Baker 1915. Micropentila subplagata ingår i släktet Micropentila och familjen juvelvingar. Inga underarter finns listade i Catalogue of Life.